# Everyman's Library

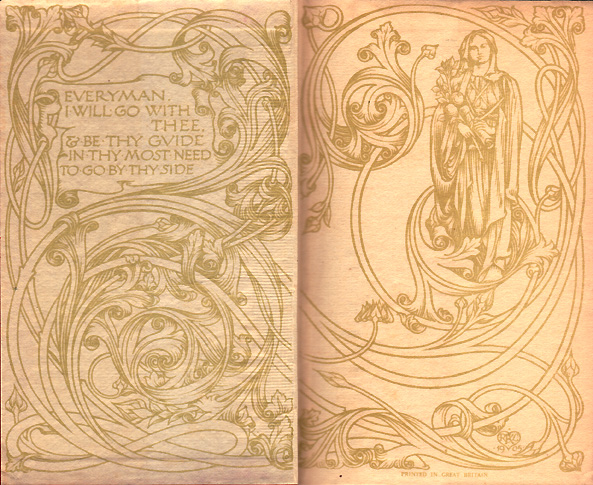
Pages de garde de la série originale de 1906 de la Everyman's Library. L'art signé « RLK » (Reginald Knowles) est fortement inspiré de celui de William Morris et de sa Kelmscott Press, tandis que la citation est dérivée de la pièce médiévale Everyman.

Everyman's Library est une collection éditoriale créée à Londres en 1905 par la maison d'édition britannique J. M. Dent and Co. consistant en une série de réimpressions de littérature classique, principalement du canon occidental. Depuis les années 1990, elle est rééditée en version paperback par Random House.

## Histoire
Everyman's Library (la « bibliothèque pour tous » sous-entendu « de l'honnête homme ») est conçue en 1905 par l'éditeur londonien Joseph Malaby Dent (1849-1926), dont l'objectif était de créer une collection de 1 000 volumes embrassant toute la littérature classique mondiale, et proposée à un prix abordable dans une mise en page attrayante pour tout à chacun (étudiants, ouvriers, élite bourgeoise). Dent a suivi les principes de conception et, dans une certaine mesure, le style établi par William Morris avec la Kelmscott Press. Pour cela, Dent commande à la Monotype Corporation la conception d'une nouvelle police de caractères : la Veronese, qui revisite une ancienne police que Dent avait utilisée auparavant. La Veronese série 59 sort en 1912 et est fabriquée dans le même style que la Golden Type, mais avec des empattements plus nets et des lignes plus épurées. Désormais, Dent est capable de produire ses textes avec des presses modernes, supérieures à la linotype. Pour l'aspect graphique, hors typographie, il fait appel à Reginald Knowles.
Chaque ouvrage de la Everyman's Library possédait une reliure à la française, un cartonnage léger, sous cuir artificiel teinté recouvert d'une jaquette illustrée, en un format de poche in-octavo (8 x 15,5 cm), un papier fin, un signet, et se vendait au prix d'un shilling pièce. Ce premier style d'ouvrages est ensuite remplacé en 1929 par les créations d'Eric Ravilious.  Les droits de distribution originaux aux États-Unis ont été accordés aux éditeurs basés à New York, E. P. Dutton.
Le nom de cette collection d'ouvrages fut suggéré par le poète et éditeur Ernest Rhys, qui s'inspirait de la moralité allégorique datant du Moyen Âge, Everyman, et de son personnage central appelé Knowledge (Savoir) :  Rhys avait été initialement nommé directeur éditorial de la collection, et une fois le nom trouvé, qui engloba l'ensemble des productions de J. M. Dent and Co., les premières publications sortirent des presses en 1906 avec, pour titre inaugural, Life of Johnson (La vie de Samuel Johnson) de James Boswell, ouvrage que fut à l'origine la vocation de Dent, à l'époque de ses 15 ans. En 1914, déjà 500 livres avaient été publiés sous le nom Everyman, et en 1956, remplissant l'objectif initial de Dent — le millième volume paru enfin : la Métaphysique d'Aristote, fut sélectionné à cette occasion. Le succès fut considérable et rapide : Dent affirme voir vendu plus de trois millions d'exemplaires au bout d'une année.
En 1912, Dent lance un périodique hebdomadaire vendu un penny, Everyman Weekly, dont il confie l'édition au linguiste belge Charles Saroléa (en), titre qui fut suspendu en 1917. La guerre produit une augmentation des prix, et ralentit les productions de la collection, qui retrouve son public dans les années 1920, en s'ouvrant à des auteurs plus modernes. De 1929 à 1935, Everyman Weekly reparaît, sous la direction de Charles Purdom (en), avec des illustrateurs renommés comme John Archibald Austen. 
En 1975, l'objectif de Dent avait été largement dépassé, car Everyman's Library se composait désormais de 994 titres publiés en 1239 volumes. Chaque livre appartient à l'un des genres suivants : voyage, sciences, fiction, théologie et philosophie, histoire, classique, livre jeunesse, essais, oratoire, poésie et théâtre, biographie, référence et romance. Le genre est spécifié à l'intérieur et utilisé pour organiser les listes périodiquement publiées de la collection.
Après l'arrêt de la publication de nouveaux titres dans les années 1970, les droits afférents à Everyman's Library sont vendus en 1991 et relancés avec le soutien de Random House, au Royaume-Uni, et par Alfred A. Knopf (qui a été acquis par Random House en 1960). Les droits de publication de la marque passe ensuite totalement à Random House Group (États-Unis), en 2002.
La maison J. M. Dent and Sons est vendue par les héritiers à Weidenfeld & Nicolson en 1988, elle-même rachetée par Orion Publishing Group en 1991, tous deux faisant désormais partie de Hachette Livre (Royaume-Uni). Orion continue de publier les Everyman Paperbacks comme imprint de Dent au Royaume-Uni et via Charles E. Tuttle Co. aux États-Unis. 
Les membres en 2009 du comité éditorial honoraire sont Henry Louis Gates, Jr., Cynthia Ozick et Simon Schama. Parmi les anciens membres du comité, on trouve Harold Bloom et Toni Morrison.

## Everyman's Encyclopaedia
Un ajout notable à la collection est la reprise d'une ancienne encyclopédie sous la forme de plusieurs volumes, qui a été ajoutée à la gamme en 1913. Les volumes individuels peuvent être achetés séparément, ce qui permet de budgétiser l'ensemble au fil du temps. La cinquième édition a été publiée en 1967, date à laquelle elle se composait de 12 volumes, contenant 7 763 pages.